# TouchWiz
TouchWiz (a volte indicata come TouchWiz UI o UX) è stata un'interfaccia ad interazione tattile creata da Samsung per i suoi smartphone e tablet tattili.

## Descrizione
L'interfaccia è installata su molti dei terminali Samsung dotati dei sistemi operativi Android o Bada, ed a volte viene erroneamente confusa con il sistema operativo stesso.

## Windows Mobile
Nella versione per Windows Mobile essa è composta da una barra verticale espandibile (disposta sulla parte sinistra dello schermo) che contiene dei widget, elementi interattivi che possono essere trascinati sulla schermata principale per personalizzarla.

## Android
Nelle versioni per Android l'interfaccia è invece molto più complessa, la versione leggera è chiamata TouchWiz Lite ed è composta principalmente da due parti: la schermata home e l'app drawer. La schermata home contiene diverse pagine, fino ad un massimo di sette, che possono essere personalizzate con widget, sfondi e collegamenti rapidi alle applicazioni. L'app drawer invece è composto dalla lista completa delle applicazioni, raggruppate in pagine sfogliabili orizzontalmente, e dall'insieme delle preview dei widget installati sul dispositivo. Sia i collegamenti alle app sia i widget possono essere trascinati e posizionati sulla schermata home.

### Principali esponenti
Tra gli smartphone che utilizzano la Samsung TouchWiz come interfaccia predefinita ci sono l'Omnia (Windows Mobile); tutti i dispositivi con sistema operativo Android, quindi tutti i Samsung Galaxy della serie S, Note, A e J per quanto riguarda il mercato italiano, ma anche per serie presenti all'estero (come E, On e C) e tutti dispositivi delle svariate gamme precedenti.

### Critiche
Samsung è stata spesso accusata di personalizzare eccessivamente i propri dispositivi e di precaricare troppe applicazioni rendendo in questo modo il sistema pesante e poco reattivo. Questi problemi, tuttavia, sono stati ridotti nelle versioni più recenti della Touchwiz.

## Versioni

### TouchWiz 1.0 (Samsung Handset Platform - SHP & Windows Mobile 6.1, 2009)
Venne presentato per alcune gamme dei telefoni Samsung.

### TouchWiz 3.0 (Android 2.1 - Android 2.2, 2010)
Lite version
Il primo dispositivo con TouchWiz 3.0 Lite è stato il Samsung Galaxy Proclaim.
Standard version
Questa versione della TouchWiz fu introdotta sul Samsung Galaxy S.

### TouchWiz 4.0 (Android 2.3 - Android 4.0, 2011)
Questa versione della TouchWiz è stata migliorata con l'accelerazione hardware. Il Samsung Galaxy S II è stato il primo dispositivo con TouchWiz 4.0.
App di fabbrica (solo alcuni dispositivi)
- Diario
- Samsung Apps
- Voice Command
- AllShare Play
- Samsung Kies Air
- Samsung Social Hub
- Samsung Music Hub
- Samsung Readers Hub
- Samsung Game Hub

App di fabbrica (solo serie Note)
- S Note
- Diario
- GALAXY Apps
- Voice Command
- AllShare Play
- Samsung Kies Air
- Samsung Social Hub
- Samsung Music Hub
- Samsung Readers Hub
- Samsung Game Hub

### TouchWiz Nature UX (2012)
Lite version (Android 4.0)
Il primo dispositivo con TouchWiz Nature UX Lite è stato il Samsung Galaxy Tab 2 7.0.
Standard version (Android 4.0.4 - Android 4.1.2)

Galaxy S III è il primo dispositivo ad utilizzare questa interfaccia. Altri dispositivi nati con Android 2.3 (come Galaxy S II o Galaxy S Advance) sono stati aggiornati ad Android Jelly Bean ottenendo questa versione dell'interfaccia.
App di fabbrica (solo alcuni dispositivi)
- ChatON
- GALAXY Apps
- S Voice
- Samsung Game Hub
- Samsung Video Hub
- Samsung Social Hub
- AllShare Play
- Samsung Music Hub
- S Suggest
- S Memo

App di fabbrica (solo serie Note)
- ChatON
- Samsung Apps
- S Voice
- S Note
- Samsung Game Hub
- Samsung Video Hub
- Samsung Social Hub
- AllShare Play
- Samsung Music Hub
- S Suggest
- S Memo

### TouchWiz Nature UX 2.0 (Android 4.2, 2013)

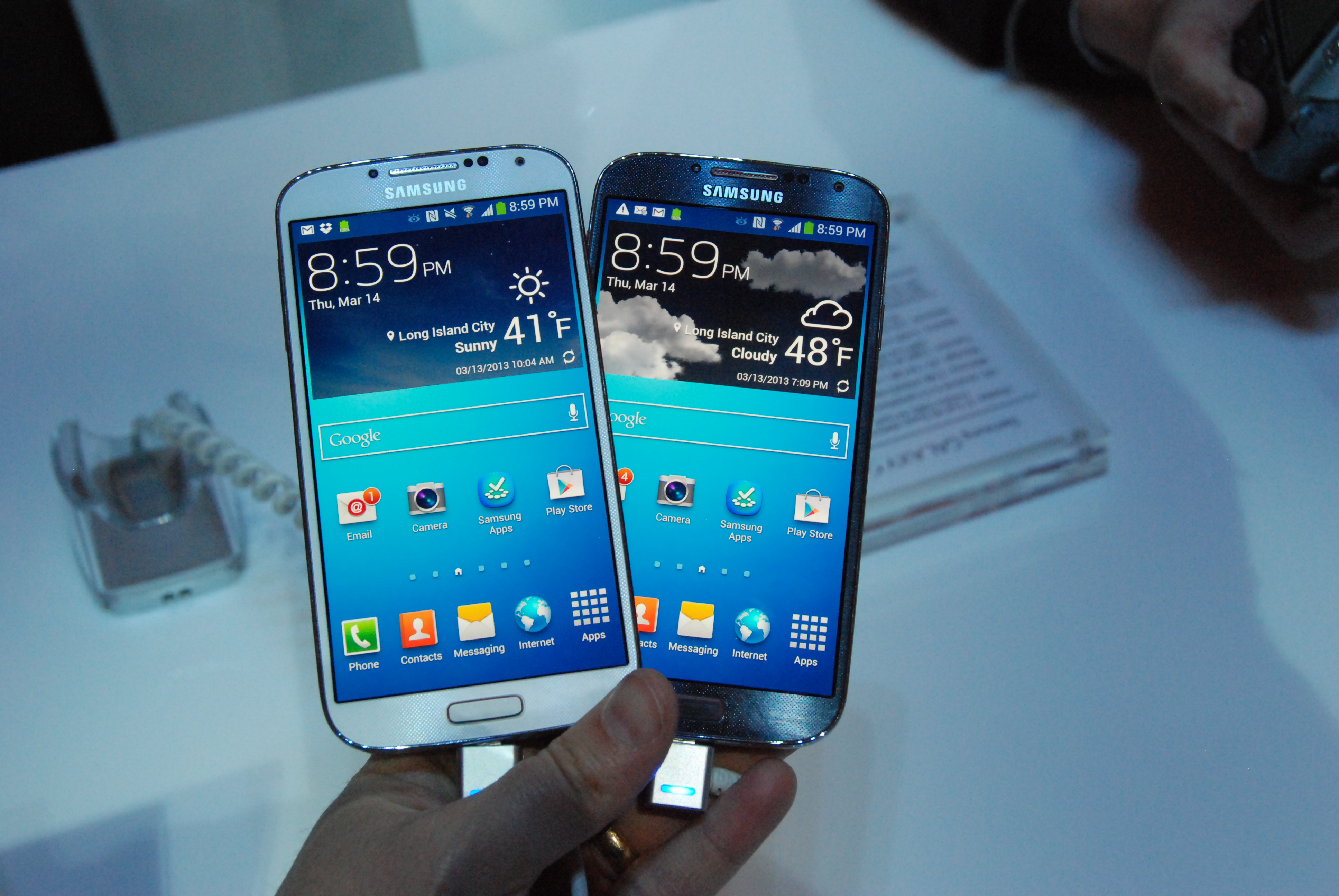
Due Galaxy S4 con TouchWiz Nature UX 2.0

App di fabbrica (solo alcuni dispositivi)
- S Health
- Lettore Ottico
- GALAXY Apps
- Samsung Hub
- ChatON
- Story Album
- Group Play
- Samsung Link
- Samsung WatchON
- S Translator
- S Voice
- Photo Suggest
- S Suggest
- S Memo

App di fabbrica (solo serie Note)
- S Health
- Optical Reader
- GALAXY Apps
- Samsung Hub
- ChatON
- Story Album
- Group Play
- Samsung Link
- Samsung WatchON
- S Translator
- S Voice
- S Note

### TouchWiz Nature UX 2.5 (Android 4.3 - Android 4.4.4, 2013)

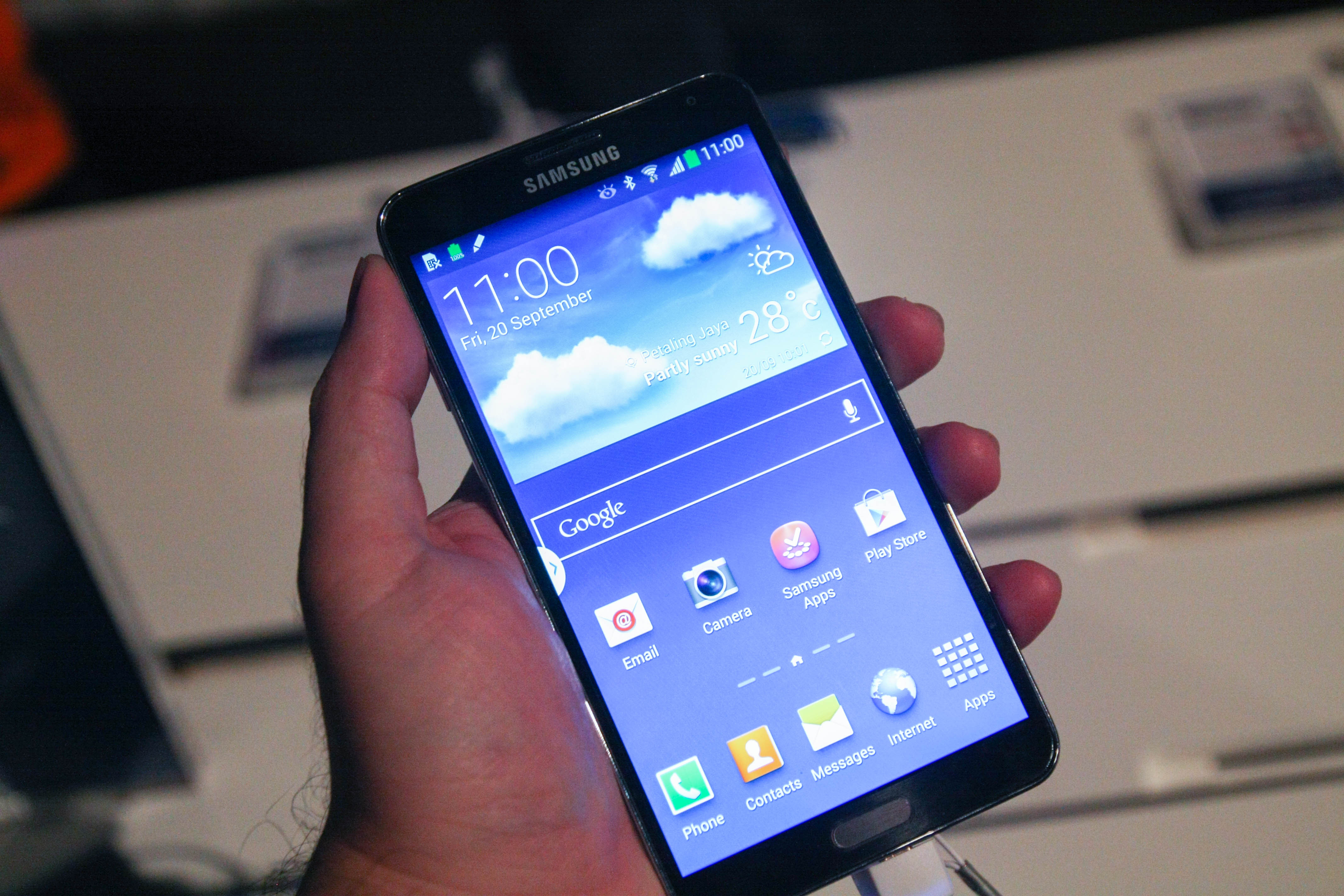
Galaxy Note 3 con TouchWiz Nature UX 2.5

App di fabbrica (solo alcuni dispositivi)
- S Health
- Samsung Apps
- Samsung Hub
- ChatON
- Story Album
- Group Play
- Samsung Link
- Samsung WatchON
- S Translator
- S Voice
- Samsung Knox
- Optical Reader
- Photo Suggest

App di fabbrica (solo serie Note)
- S Health
- Samsung Apps
- Samsung Hub
- ChatON
- Story Album
- Group Play
- Samsung Link
- Samsung WatchON
- S Translator
- S Voice
- S Note
- Action Memo
- Samsung Knox
- Scrapbook
- S Finder

Diversi dispositivi Samsung nati con Android Jelly Bean sono stati aggiornati ad Android KitKat ricevendo o mantenendo la TouchWiz Nature UX 2.5 al posto della 3.0. Quest'ultima è tipica di quasi tutti i dispositivi rilasciati direttamente con Android 4.4.

### TouchWiz Nature UX 3.0 (Android 4.4.2 - Android 4.4.4, 2014)

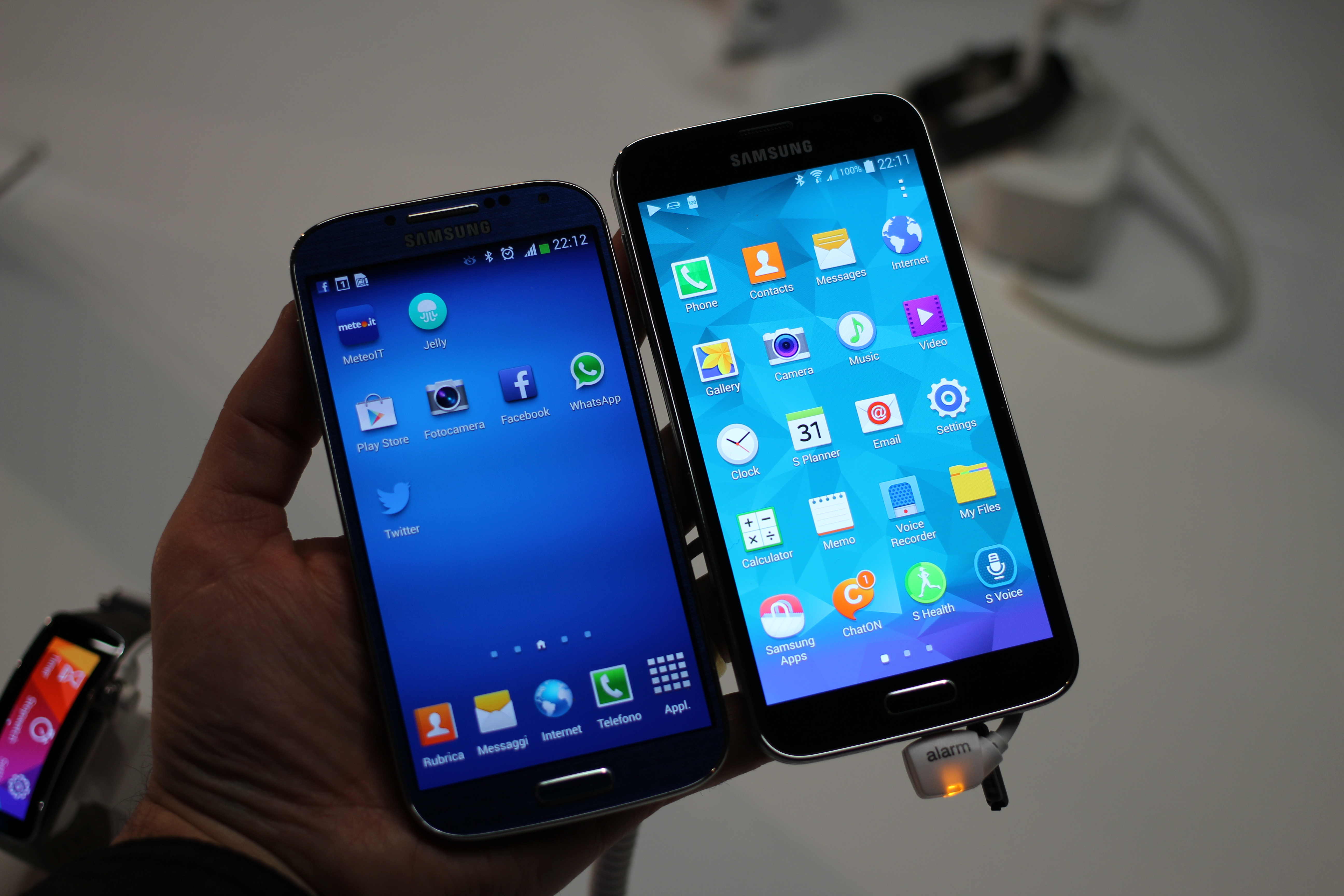
TouchWiz Nature UX 3.0 di Galaxy S5 a destra a confronto con un Galaxy S4 con Android Jelly Bean

I primi dispositivi ad essere commercializzati con questa versione sono Galaxy S5 e Galaxy K Zoom. Questa versione introduce uno stile grafico che pur essendo simile a quello delle versioni precedenti, risulta più minimale, con meno elementi tridimensionali all'interno del sistema. Alcuni dispositivi di fascia bassa sono stati commercializzati con una versione di questa interfaccia ampiamente ridotta nelle funzionalità, denominata "TouchWiz Essence UX".

### TouchWiz Nature UX 3.5 (Android 4.4.4, 2014)
Questa versione è presente di default sui dispositivi della serie Galaxy A di fine 2014 e Galaxy Note 4, presenta modifiche minori e prevalentemente estetiche rispetto alla versione 3.0, relative ad esempio al colore dello sfondo nei menu di sistema, che passa da nero a bianco. Vengono anche modificati posizione e font utilizzati per l'orologio nella schermata di blocco.

### TouchWiz Nature UX 4.0 (Android 5.0 - Android 5.1.1, 2015)
Questa versione è presente della maggior parte dei dispositivi nati con Android KitKat o versione precedente ed aggiornati successivamente ad Android Lollipop. Presenta numerose modifiche volte a rendere l'interfaccia più coerente con il Material Design di Google. I dispositivi rilasciati direttamente con Android Lollipop, solitamente offrono già la versione 5.0 o 5.1 dell'interfaccia.

### TouchWiz 5.0/5.1 (Android 5.0.2 - Android 6.0.1, 2015)

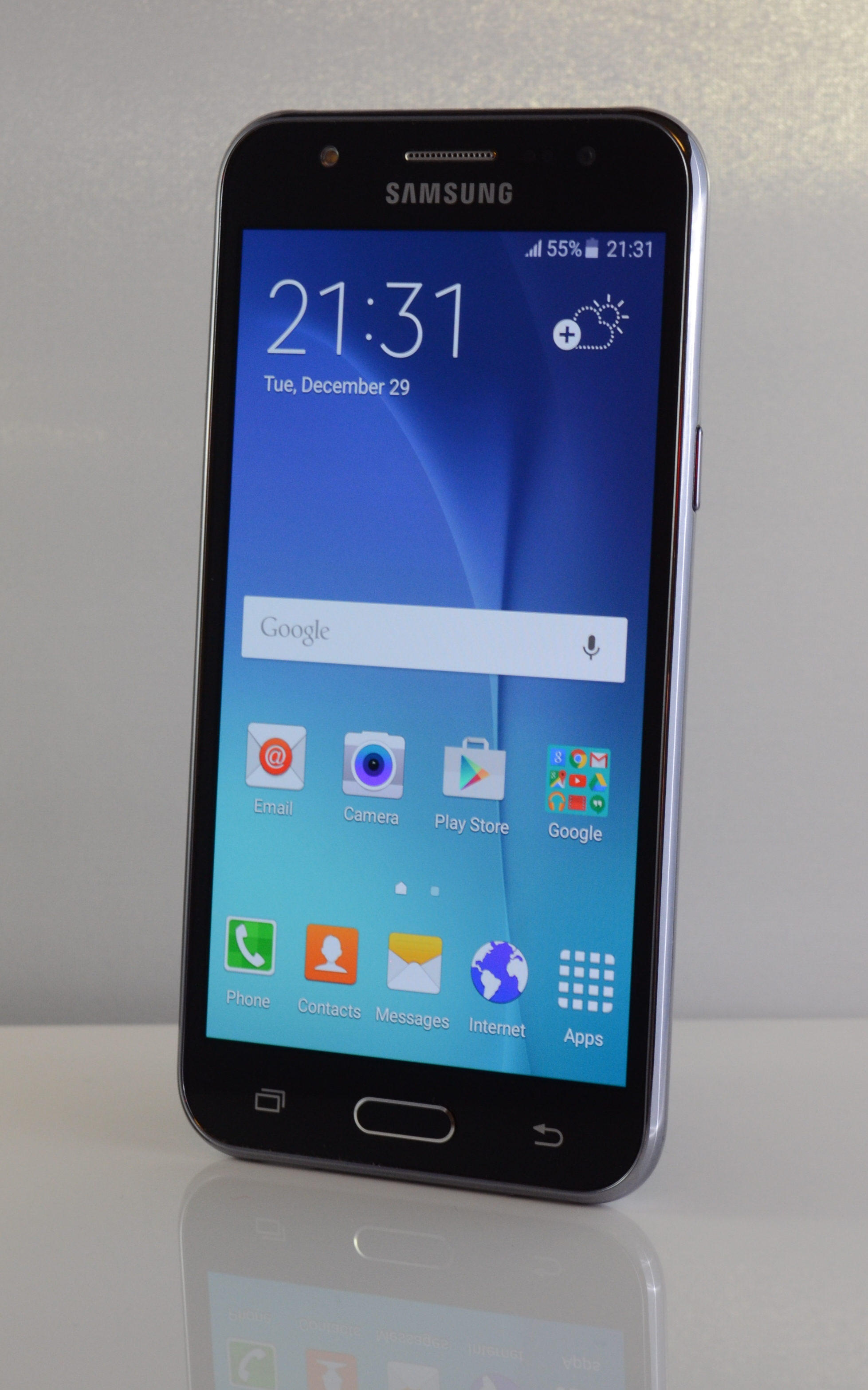
TouchWiz 5.0 su un Galaxy J5

La versione 5.0 è presente su dispositivi come Galaxy S6 o Galaxy J5 al momento del lancio sul mercato. Altri, come Galaxy Note5, vengono rilasciati direttamente con la versione 5.1. Alcuni dispositivi hanno ricevuto la TouchWiz 5.1 dopo l'aggiornamento ad Android Marshmallow, mentre nella maggior parte dei casi i dispositivi che nascono con Android 6.0 possiedono già la versione 6.0 o successiva della TouchWiz.

### TouchWiz 6.0 (Android 6.0 - 6.0.1, 2016)
Questa versione della TouchWiz è stata resa disponibile in versione beta sul Samsung Galaxy S6 a dicembre 2015 solo per coloro che avevano aderito al programma beta. È stata resa disponibile per tutti gli utenti a febbraio 2016. Il Galaxy S5 e Note 4, con l'aggiornamento and Android Marshmallow hanno ricevuto la TouchWiz 5.1 in una versione leggermente modificata che presenta alcuni elementi grafici facenti parte della versione 6.0.
App di fabbrica (solo alcuni dispositivi)
- S Health
- GALAXY Apps
- S Note
- S Voice
- Samsung Knox
- S Finder

### TouchWiz Grace UX (Android 6.0.1 - 7.0, 2016)

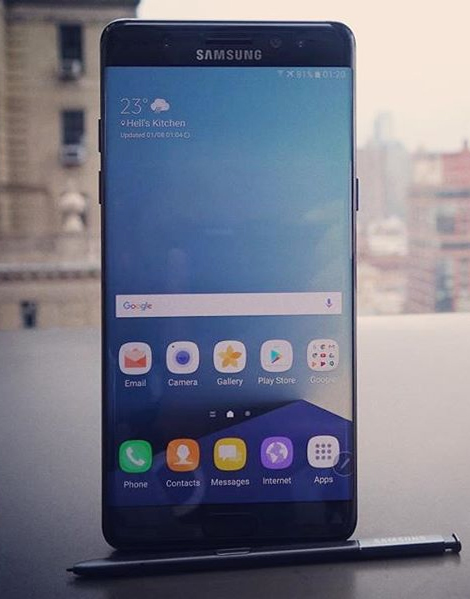
Un Galaxy Note7 con interfaccia TouchWiz Grace UX

Il Galaxy Note 7 e il Galaxy A5 (2017) sono i primi dispositivi ad utilizzare nativamente questa versione dell'interfaccia. È stata l'ultima versione della TouchWiz, nei successivi dispositivi viene installata la Samsung Experience